# غباء

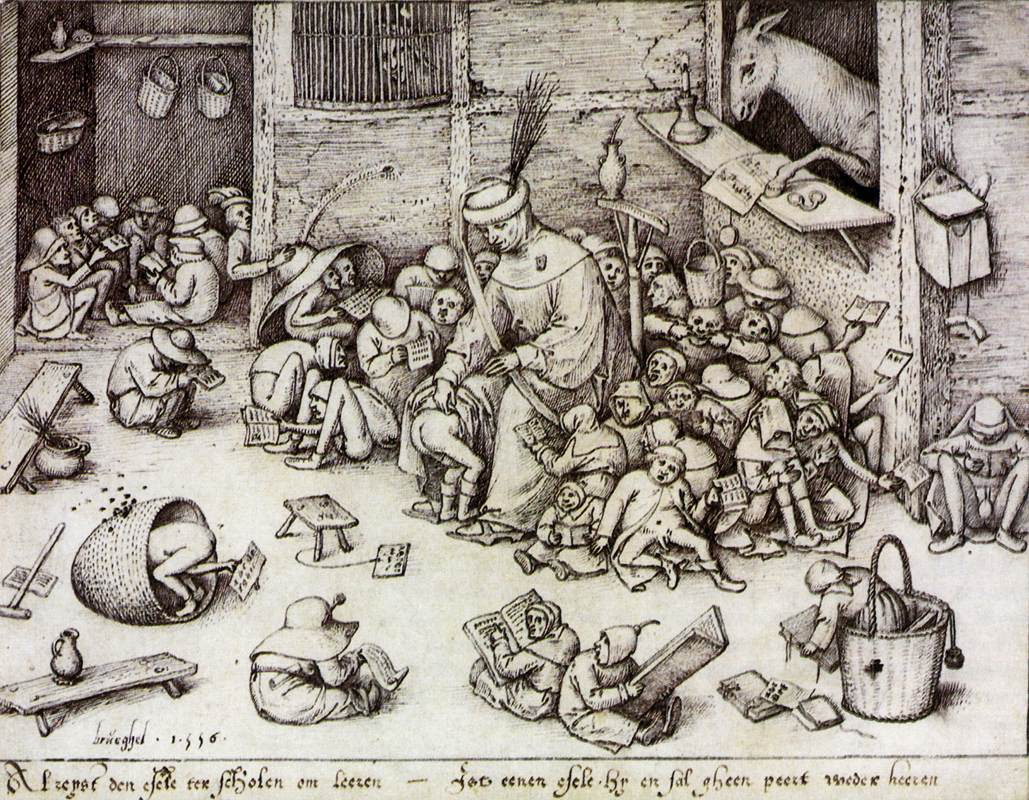
نقش للفنان الهولندي بروخل الأكبر، يقول «حتى لو ذهب الحمار إلى المدرسة للتعلم فإنه لن يعود حصانًا.»

الغباء هو الافتقار إلى الذكاء، والفهم، والتعلم، والشعور أو الإحساس، وربما يكون السبب فطري أو مكتسب أو مُفتعل. ويُعرف الغبي في اللغة العربية بعدة ألقاب كالأحمق والمعتوه والأبله والمغفل.
كلمة غبي مشتقة من الكلمة اللاتينية stupere. كثيرًا ما يتم توظيف الشخصيات التي تظهر الغباء في الروايات الخيالية لأغراض كوميدية. وصف والتر بي بيتكين [الإنجليزية] الغباء بأنه "شر"، بينما يعتقد ويليام بليك وكارل يونج بطريقة أكثر رومانسية أن الغباء هو أساس الحكمة.
الغباء من أهم صفاته اللاعقلانية؛ لأنه يدل على العجز أو أن الفرد غير قادر على فهم المعلومات بشكل صحيح.

## علم أصول الكلمات
جذر كلمة غبي، والتي يمكن أن تكون بمثابة صفة أو اسم، مشتق من الفعل اللاتيني ستوبي، الذي يدل على الخدر أو الدهشة ويرتبط بكلمة "ذهول. في الثقافة الرومانية، أطلق وصف الغبي على الشخصية المعينة التي لعبت دور الأحمق في التمثيليات المسرحية.
وفقًا لقاموس ميريام ويبستر على الإنترنت، دخلت الكلمتان "غبي" و"غباء" اللغة الإنجليزية في عام 1541. ومنذ ذلك الحين، ظهرت كلمة "غباء" جنبًا إلى جنب مع "أحمق" و"غبي" و"معتوه". أصبحت الكلمة وصفًا ازدرائيًا للأفعال السيئة، سواء كانت مقصودة أو غير مقصودة والناجمة عن الافتقار إلى القدرة العقلية.

## القياس
هناك العديد من الاختبارات لقياس معدل الذكاء، بالإضافة إلى اختبارات قياس الكفاءة، مثل اختبار التصنيف العام المطلوب لقوات مشاة البحرية (GCT)، واختبار التصنيف العام للجيش. وفقا للباحثين مايكل كلاين وماثيو كانسيان، كان هناك انخفاض في الكفاءة بين المتقدمين من خريجي الجامعات لسلاح مشاة البحرية على مدى السنوات الـ 34 الماضية. ومع ذلك، لم يلاحظ هذا الاتجاه في عموم السكان المجندين.
تشير دراسة أخرى أجراها الباحثون مايكل ج. ماكفارلاند، ومات إي. هاور، وآرون روبن إلى أن الأفراد الذين ولدوا بين عامي 1951 و1980 ربما فقدوا ما متوسطه 2.6 نقطة معدل ذكاء بسبب التعرض للبنزين المحتوي على الرصاص.

## المصطلح الدارج اليوم
مع مرور الزمن تحول مصطلح مرض الغباء إلى أسلوب تنقيصٍ، ووصف جزء من تصرفات أخطاء بعض الناس، وفي الغالب يكون رد فعل الشخص غير حميدة لأنه ليس بمريض، وفيما يلي بعض من هذه الصفات:
الأفراد الأذكياء قد يصبحون أغبياء عندما يحاولون الخروج عن مسار الأفكار والمعتقدات الثابتة (derailed by strong opinions or rigid beliefs)، في هذه الحالة يسقط الإنسان داخل انحراف التأكد (confirmation bias) ويبدأ في اختيار البيانات. ويصبح منفصل عن العالم الخارجي مثل الأصم والأعمى. وفي نفس الوقت تجميع المعلومات والأدلة لتأكيد المعتقدات أفضل من استخدام العقل أو الوقوف ضد الذكاء أو قلة المعلومات.
وكذلك يقال إنه لابد أن يمر كل إنسان بهذه اللحظات، وفي بعض الأحيان شعر بها، وفي أحيان أخرى لا.

## وجهات نظر أخرى
هناك من يقول أن الغباء قد يكون هو السبيل في الوصول إلى نقطه بداية النجاح، هناك قصة لعالم كان يحاول اختراع جهاز، وفي نفس الوقت كان عنده كلب كبير، حفر هذا العالم فتحه في جدار بيته، مقاس هذا الكلب الكبير ليدخل ويخرج منه، ومع مرور الايام مات هذا الكلب، واشترى كلب صغير اخر، وحفر فتحه أخرى بجانب الفتحة الأولى بمقاس هذا الكلب الصغير!، بينما لو فكر قليلا لترك الكلب الصغير يدخل ويخرج من الفتحة الأولى!، ومع ذلك أصبح اسمه يؤرخ في كتب الإبداع والتاريخ، وقد سمعنا كذلك العديد من العلماء الاخرين بنفس لحظات الغباء هذه!...

## الأبله
تمثل هذه الفئة المرتبة التالية من التخلف العقلي، ونسبة ذكاء أفرادها تتراوح بين 25-50. ويتميز الأبله عن المعتوه في إمكانية تعليمه طبيعة الأخطار المادية التي تهدده، مع القابلية لتعلم بعض الأعمال البسيطة والمعتادة التي يحتاجها في حياته اليومية. ومع ذلك فهو غير قادر على الكسب، ويحتاج لمن يعتني به. كما يمكنه تعلم بعض الكلمات ذات المقطع الواحد.

## وصلات خارجية
- نظرية تستند إلى الغباء من المنظمات" ، نشرت في مجلة دراسات الإدارة